# Ariel Hernández
Ariel Hernández (Guane, 3 de maio de 1970 ou 8 de abril de 1972) é um boxeador cubano, campeão olímpico.

## Carreira
Hernández conseguiu a medalha de ouro em duas ocasiões: nos Jogos Olímpicos de Verão de 1992 em Barcelona, após derrotar o estadunidense Chris Byrd, e Jogos Olímpicos de Verão de 1996 em Atlanta, após derrotar o turco Malik Beyleroğlu, ambas na categoria peso médio, em que se consagrou bicampeão. Ele conquistou o título mundial no Campeonato de Boxe Amador de 1995 em Berlim, apenas dois meses depois de ter vencido nos Jogos Pan-Americanos de 1995 em Mar del Plata.